# SWATH

Diagrama comparant les línies de flotació d'un SWATH i un catamarà

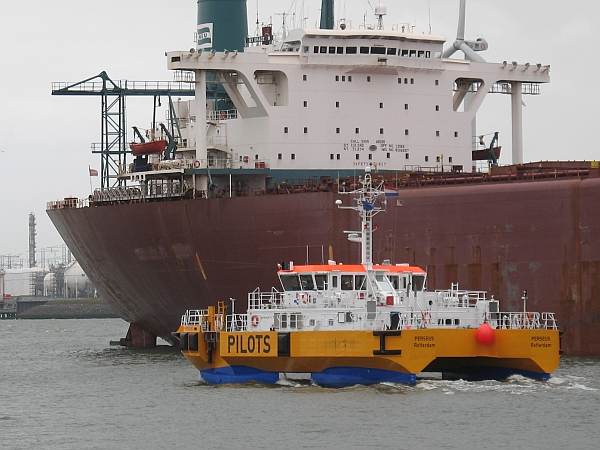
Vaixell de pràctic del tipus SWATH.

Un SWATH (sigles de les paraules angleses Small Waterplane Area Twin Hull, petites àrees dobles de flotació) és un vaixell tipus catamarà amb una lleu superfície de flotació. El concepte va ser inventat pel canadenc Frederick G. Creed el 1938. Un SWATH és un vaixell impulsat per motors que posseeix dos bucs, cadascun dels quals està-en relació als catamarans comuns - profundament submergit. La plataforma central està unida als bucs per juntures posades al nivell de flotació de tal manera que sembla que l'estructura superior es recolza en dos submarins.

## Característiques
L'interessant de la configuració SWATH és la millora de l'estabilitat de la nau durant temporals, ja que, com que els bucs profundament-en relació als catamarans i trimarans comuns - submergits i estar reduïda la superfície sobre la línia de flotació el navili pateix molt menys l'efecte desestabilitzador de l'onatge o de les ratxes de vent. Aquest tipus de navili pot ser semi-submergible gràcies al fet que pot tenir compartiments estancs o balast en els bucs.
Les seves oscil·lacions es redueixen 20-50% en comparació amb un monocasc de la mateixa càrrega de desplaçament. Però per contrapartida, en tenir més superfície sota la línia de flotació, la fricció amb l'aigua augmenta reduint la velocitat.
La disminució de la superfície de flotació implica que l'amplada d'aquest tipus de nau ha de ser proporcionalment augmentada per mantenir una estabilitat transversal suficient.

## Utilitat
La tecnologia SWATH s'aplica actualment en vaixells tripulats estacionaris, en navilis de recerca científica i més ocasionalment en serveis de ferri.
En l'actualitat (desembre de 2008) un sol paquebot SWATH ha estat construït a l' Radisson Diamond  recentment rebatejat  Àsia Star .

## Galeria

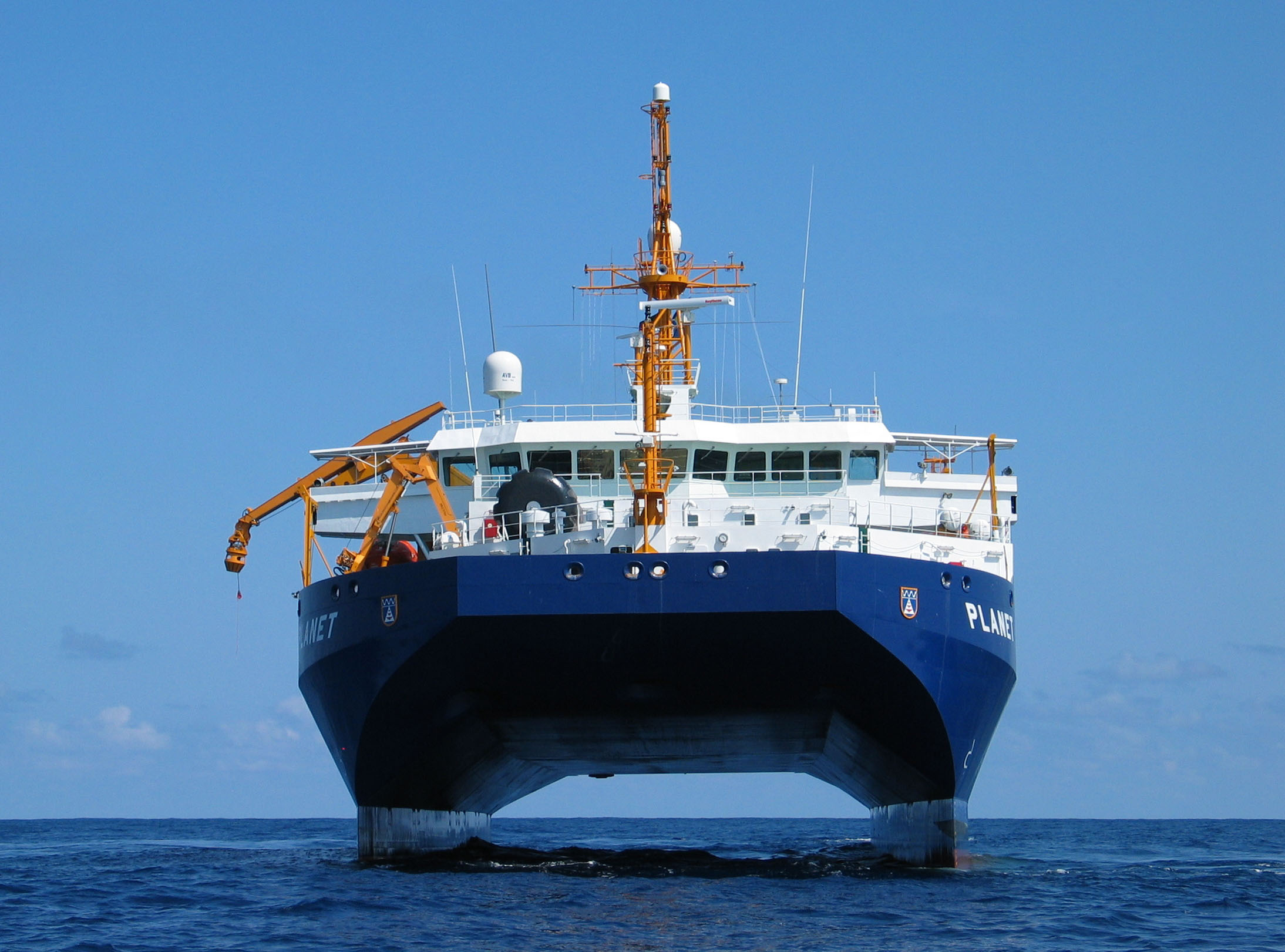
Vaixell d'investigació SWATH  Planet  amb una eslora de 73 m
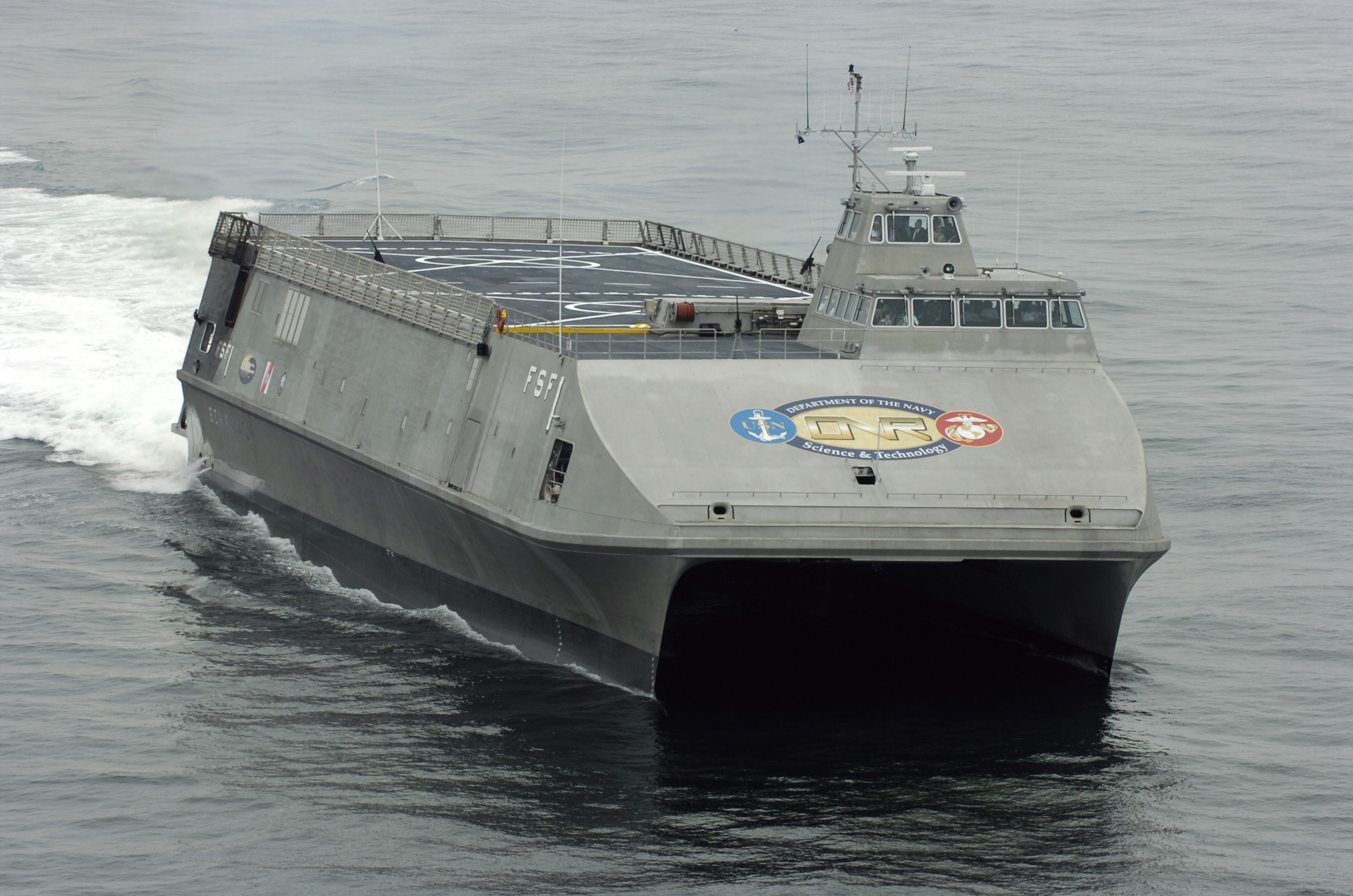
Sea Fighter (FSF 1) vaixell SWATH experimental de la marina dels Estats Units
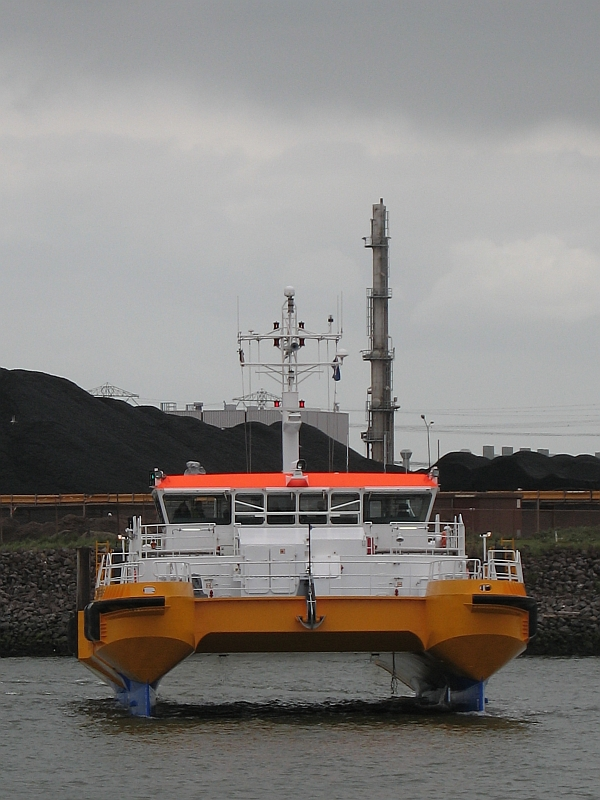
Vaixell pilot estacionat al port de Rotterdam